# Pseudonapomyza pyriformis
Pseudonapomyza pyriformis är en tvåvingeart som beskrevs av Mitsuhiro Sasakawa 2008. Pseudonapomyza pyriformis ingår i släktet Pseudonapomyza och familjen minerarflugor.
Artens utbredningsområde är Turkiet. Inga underarter finns listade i Catalogue of Life.